# Cynoponticus
Cynoponticus è un genere di pesci ossei marini appartenenti alla famiglia Muraenesocidae.

## Distribuzione e habitat
Le tre specie del genere sono presenti nelle regioni tropicali e subtropicali dell'Oceano Atlantico e della parte orientale dell'Oceano Pacifico. Nel mar Mediterraneo è presente ma molto rara la specie Cynoponticus ferox.

## Specie
- Cynoponticus coniceps
- Cynoponticus ferox
- Cynoponticus savanna[1]